# Cetara
Cetara est une commune italienne de la province de Salerne située sur la côte amalfitaine, dans la région Campanie.

## Origine du nom
Le toponyme Cetara dérive du latin Cetaria ou Cetari signifiant vivier de gros poissons ou marchands de gros poissons.

## Géographie
La commune se situe au bord de la mer Tyrrhénienne, sur la côte amalfitaine, entre Erchie (commune de Maiori) et Vietri sul Mare, au pied du monte Falerio.

### Communes limitrophes
Les communes attenantes à Cetara sont Maiori (frazione d'Erchie) et Vietri sul Mare.

### Hameaux
La commune possède une frazione dénommée Fuenti où se trouvent trois églises et trois chapelles.

## Histoire
Cetara est citée en 1030 comme « poissonnerie » des évêques d'Amalfi. Elle n'était alors qu'un hameau de la cité de Vietri sul Mare. Le village se dépeuple à partir de 1154 et les incursions des Sarrasins qui utilisent la baie de Fuenti pour ancrer leurs galères.
Cetara a été érigée en commune indépendante par décret royal du 15 novembre 1833.

## Administration
| Période                                  | Période     | Identité               | Étiquette       | Qualité |
| ---------------------------------------- | ----------- | ---------------------- | --------------- | ------- |
| 29 mai 2006                              | 5 juin 2016 | Secondo Squizzato      | (liste civique) | Maire   |
| 5 juin 2016                              | En cours    | Fortunato Della Monica | (liste civique) |         |
| Les données manquantes sont à compléter. |             |                        |                 |         |

### Jumelages
- Sète (France) depuis 2003.

- Ghazaouet (Algérie) depuis 2021[3].

## Économie
Les principales activités traditionnelles sont l'agriculture et la pêche. La commune possède un port de plaisance et est fréquentée en été par les touristes attirés par ses petites plages et son cadre pittoresque.

## Culture

### Gastronomie
Cetara est connue pour ses produits alimentaires, principalement à base de poisson (thon et anchois en particulier). Les spaghetti à la colatura d'anchois, qui est le produit de la fermentation de l'anchois, l'ancien garum des Romains.

### Fêtes

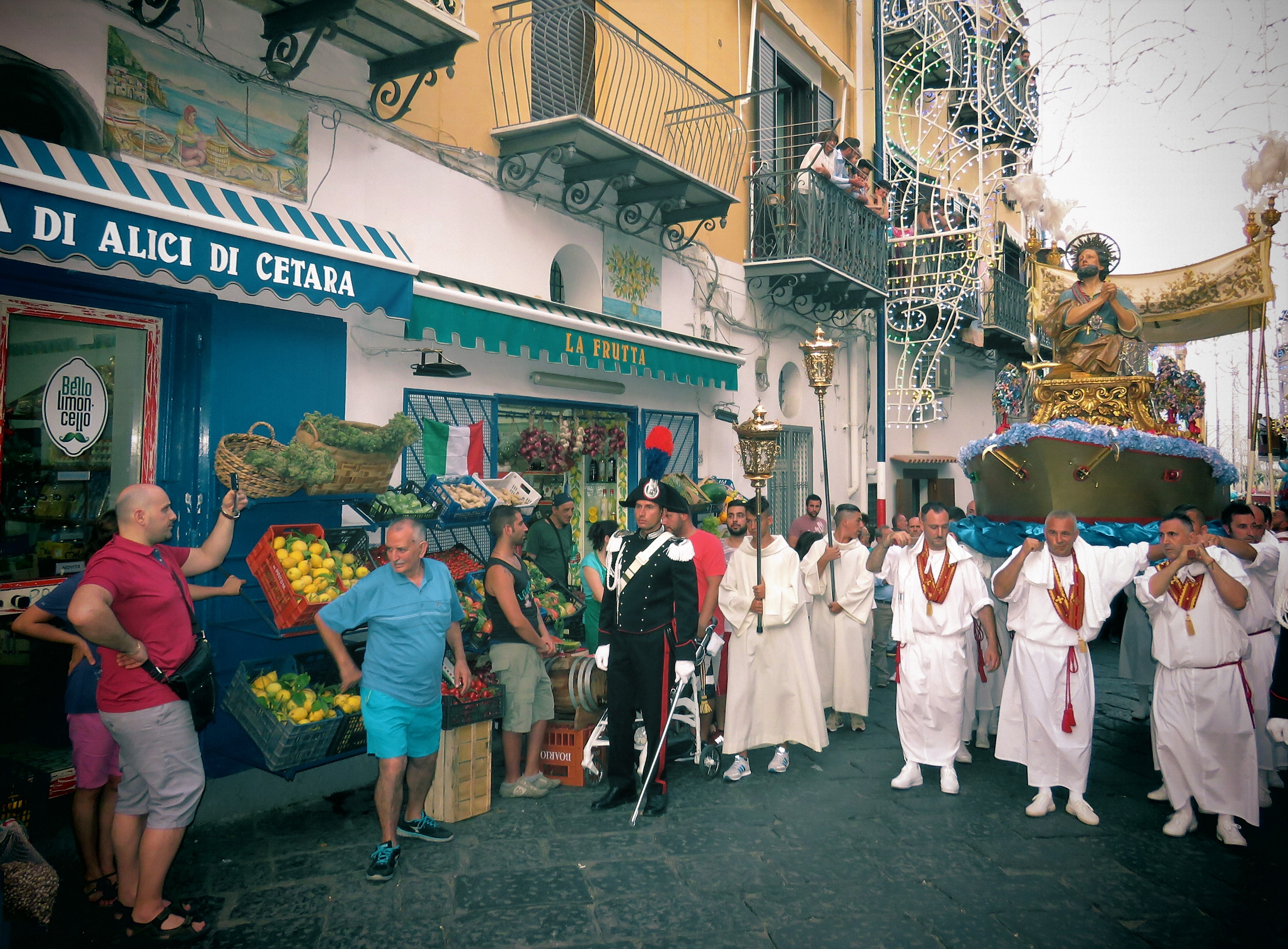
Procession de Saint-Pierre du 29 juin.

Au cours de l'été, la fête de Saint-Pierre (29 juin) est particulièrement animée, et accompagnée par de magnifiques feux d'artifice sur la mer. Un autre événement important est le Festival de thon, avec dégustation de produits locaux typiques à base de poisson.